# Carsten Bergemann
Carsten Bergemann (ur. 24 stycznia 1979 w Budziszynie) – niemiecki kolarz torowy, dwukrotny medalista mistrzostw świata.

## Kariera
Największym sukcesem w karierze Carstena Bergemanna jest zdobycie wspólnie Jensem Fiedlerem i René Wolffem złotego medalu w sprincie drużynowym na mistrzostwach świata w Stuttgarcie w 2003 roku. Rok wcześniej, podczas mistrzostw świata w Kopenhadze razem z Fiedlerem i Sörenem Lausbergiem był trzeci w tej samej konkurencji. W 2004 roku wystartował na igrzyskach olimpijskich w Atenach, gdzie w wyścigu na 1 km był ósmy, a cztery lata później, podczas igrzysk olimpijskich w Pekinie rywalizację w keirinie ukończył na piątej pozycji. Wystąpił również na mistrzostwach świata w Kopenhadze w 2010 roku, ale zajął trzynaste miejsce w keirinie, a w sprincie indywidualnym był dziesiąty. Bergemann jest ponadto wielokrotnym medalistą mistrzostw Niemiec.